# Broye-Aubigney-Montseugny
Broye-Aubigney-Montseugny là một xã thuộc tỉnh Haute-Saône trong vùng Bourgogne-Franche-Comté phía đông nước Pháp.